# Podofilotoksyna
Podofilotoksyna – wielofunkcyjny organiczny związek chemiczny z grupy lignanów. Jest stosowana miejscowo jako lek przeciwmitotyczny (hamujący mitozę). Mechanizm jej działania jest słabo poznany. Jest silnie toksyczna po spożyciu. Uzyskuje się ją głównie z kłączy stopkowca tarczowatego (P. peltatum) i Sinopodophyllum hexandrum.

## Zastosowanie medyczne

### Zastosowania zarejestrowane
Stosuje się w leczeniu kłykcin kończystych okolic płciowych (łac. condylomata acuminata) oraz brodawek okołoodbytowych. Słabo wchłania po zastosowaniu zewnętrznym. Nie stwierdzono interakcji z innymi lekami.

### Zastosowania pozarejestracyjne
Istnieją doniesienia o skuteczności podofilotoksyny w leczeniu rzeżączki, kiły, gruźlicy, zaburzeń miesiączkowania, łuszczycy, opuchlizny i kaszlu, jednak jej wykorzystanie medyczne jest bardzo ograniczone ze względu na toksyczność i niepożądane efekty uboczne. Ponadto problemem jest jej bardzo słaba rozpuszczalność w wodzie i wąskie okno terapeutyczne. 

### Zastosowania przeciwrakowe pochodnych podofilotoksyny

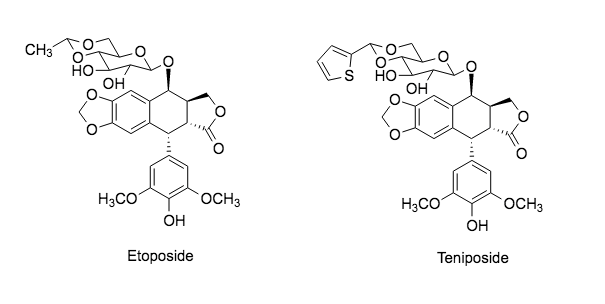
Etopozyd (VP-16) i tenipozyd (VM-26), dwie pochodne podofilotoksyny zarejestrowane jako leki przeciwnowotworowe

Dwie półsyntetyczne glikozydowe pochodne podofilotoksyny, etopozyd (VP-16) i tenipozyd (VM-26), są aktywnymi środkami przeciwnowotworowymi, które zostały zatwierdzone przez FDA do chemioterapii w leczeniu drobnokomórkowego raka płuca, ostrej białaczki limfoblastycznej i raka jądra. Wykazują one jednak różne skutki uboczne, takie jak supresja szpiku kostnego, utrata włosów i neurotoksyczność. W celu ich uniknięcia oraz zwiększenia rozpuszczalności zaproponowano różne strategie modyfikacji struktury chemicznej podofilotoksyny i sposobów jej podawania. Na przykład micelle złożone z podofilotoksyny i kwasu poliakrylowego wykazały poprawioną skuteczność przeciwnowotworową w przypadku wielolekoopornego raka piersi. Inną ścieżką jest rozwój syntetycznych pochodnych, takich jak GL-331 (4'-demetylo-4β-(4"-nitroanilino)-4-dezoksypodofilotoksyna; 2,5–17 razy aktywniejsza od VP-16), TOP 53 (4β-aminoalkilo-4'-O-demetylo-4-dezoksypodofilotoksyna; 3–5 razy aktywniejsza od VP-16) i NK 611 (w pierścieniu glukozy w pozycji 2 zawiera grupę dimetyloaminową zamiast hydroksylowej; jest 120 razy lepiej rozpuszczalny w wodzie niż VP-16, dzięki czemu wykazuje większą aktywność przeciwrakową). 